# Dôme de Monoshi
Monoshi Tholus
Pour les articles homonymes, voir Monoshi.
Le dôme de Monoshi (désignation internationale : Monoshi Tholus) est un dôme situé sur Vénus dans le quadrangle d'Helen Planitia. Il a été nommé en référence à Monoshi, déesse bengalie des serpents.